# Chirita brachystigma
Chirita brachystigma är en tvåhjärtbladig växtart som beskrevs av Wen Tsai Wang. Chirita brachystigma ingår i släktet Chirita och familjen Gesneriaceae. Inga underarter finns listade i Catalogue of Life.